# Thor: The Dark World
Thor: The Dark World è un film del 2013 diretto da Alan Taylor.
Basato sul personaggio di Thor di Marvel Comics, è l'ottavo film del Marvel Cinematic Universe (MCU) e sequel del film Thor (2011).
Prodotto dai Marvel Studios e distribuito dalla Walt Disney Studios Motion Pictures. È interpretato da Chris Hemsworth, Natalie Portman, Tom Hiddleston, Stellan Skarsgård, Idris Elba, Christopher Eccleston, Adewale Akinnuoye-Agbaje, Kat Dennings, Ray Stevenson, Zachary Levi, Tadanobu Asano, Jaimie Alexander, Rene Russo e Anthony Hopkins.
La sceneggiatura è stata scritta da Christopher Yost, Christopher Markus e Stephen McFeely. Nel film Thor è costretto ad allearsi con il fratello Loki per salvare i Nove Regni dagli Elfi oscuri, guidati dal malefico Malekith, che intende far sprofondare nelle tenebre l'intero universo.

## Trama
Migliaia di anni fa, Bor, padre di Odino, sconfisse in una sanguinosa battaglia a Svartalfaheimr gli elfi oscuri guidati da Malekith, che voleva impossessarsi dell'Aether, un materiale fluido dotato di un enorme potere che, sfruttando un rarissimo allineamento di pianeti chiamato "Convergenza", avrebbe potuto riportare l'universo nella sua oscurità originaria. L'asgardiano, ritenendo impossibile distruggere tale materiale, decise di nasconderlo nel cosiddetto "mondo oscuro", mentre Malekith e il suo fido aiutante Algrim fuggono dal campo di battaglia.
Nel presente, Loki è rinchiuso in prigione a causa dei suoi crimini compiuti sulla Terra. Thor, i tre guerrieri e Lady Sif sono impegnati a riportare la pace nei Nove Regni, saccheggiati e devastati dai Marauders. Sulla Terra Jane Foster e i suoi stagisti Darcy Lewis e Ian fanno una scoperta sensazionale: in un edificio di Londra scoprono un punto in cui la gravità sembra interrompersi e le cose sparire nel nulla. Jane va da sola alla ricerca della fonte di questa anomalia e si ritrova nel mondo oscuro, dove trova l'Aether, che si impossessa di lei. Trasportata nuovamente sulla Terra dal passaggio dimensionale, Jane incontra Thor, giunto lì in quanto Heimdall gli aveva detto che era sparita. Il guerriero scopre che l'Aether è entrato in lei e decide di portarla su Asgard per poterla curare. Essendosi riattivato l'Aether, si risvegliano anche Malekith e gli elfi oscuri; Algrim, dopo essersi mascherato, riesce a farsi imprigionare nel palazzo reale di Asgard, ma una volta condotto in cella si trasforma in un "Dannato" di nome Kurse, acquistando una forza brutale, riuscendo a evadere e a liberare tutti i Marauders rinchiusi.
Malekith giunge alla sala del trono di Odino, per poi uccidere la regina di Asgard sotto gli occhi di Thor, che, accecato dall'ira, tenta di uccidere Malekith, il quale si ritira. Dopo il funerale di Frigga, Odino decide di chiudere il Bifrǫst. Thor convince i suoi compagni ad aiutarlo a evadere clandestinamente da Asgard. Thor e Jane, insieme a Loki, liberato da Thor in cambio della vendetta per Frigga, cui entrambi tenevano moltissimo, riescono a uscire da Asgard, giungendo infine nel regno degli elfi oscuri. Avvistato Malekith, Loki tradisce Thor e consegna Jane al sovrano degli elfi oscuri, il quale estrae l'Aether dal corpo della ragazza. Tuttavia, questo era tutto uno stratagemma ideato da Thor, il quale, rialzatosi, si scaglia contro i nemici, ma viene quasi sconfitto da Kurse. Loki accorre in aiuto del fratello, ma, nonostante riesca a distruggere Kurse, viene ferito mortalmente da quest'ultimo. Malekith ne approfitta per fuggire sulla Terra, in quanto la Convergenza sta per ripresentarsi. Dopo essersi riappacificato con Thor, Loki muore.
Thor e Jane tornano sulla Terra grazie a un passaggio dimensionale. Nel frattempo, Darcy e Ian liberano da un manicomio Erik Selvig, rinchiuso dopo aver perso la testa in seguito al lavaggio mentale subito da Loki, in quanto aveva intuito il luogo in cui sarebbe avvenuta la Convergenza: Greenwich. Una volta arrivato, Thor si scontra con Malekith, mentre Jane, Selvig, Ian e Darcy tentano di respingere i pochi elfi oscuri rimasti. Thor riesce a sconfiggere Malekith teletrasportandolo a Svartalfaheimr con un dispositivo inventato da Selvig. La nave aliena precipita rischiando di cadere su Thor e Jane, ma Selvig riesce a trasportare anch'essa su Svartalfaheimr dove, continuando la sua caduta, finisce per schiacciare proprio Malekith. Ritornato ad Asgard, Thor rifiuta il trono in modo da continuare a combattere per proteggere i Nove Regni, cosa che da re non potrebbe fare liberamente. Odino permette tale scelta e Thor, dopo averlo ringraziato, se ne va: non appena uscito, tuttavia, Odino si trasforma rivelandosi Loki, il quale, sopravvissuto, ha preso il posto del re di Asgard.
Nella scena a metà dei titoli di coda Sif e Volstagg si presentano dal Collezionista per consegnargli l’Aether, rivelando che sia esso che il Tesseract contengono al loro interno due Gemme dell’Infinito e che non è sicuro custodirle entrambe su Asgard. Il Collezionista, soddisfatto per aver ottenuto l’Aether, rivela che gli mancano solo cinque gemme. 
Nella scena dopo i titoli di coda Thor si teletrasporta sulla Terra e, come promesso, si ricongiunge con Jane a Londra.

## Personaggi
- Thor, interpretato da Chris Hemsworth: il principe ereditario di Asgard e si basa sull'omonima divinità della mitologia norrena.[2] Hemsworth ha dichiarato che il film affronta le questioni irrisolte delle relazioni nel primo film, dicendo: "Per Thor e Jane, ci sono alcune domande senza risposta ora. Thor avrebbe quindi molte spiegazioni da fare e con Loki si arriverà fino al centro del conflitto.[3]
- Jane Foster, interpretata da Natalie Portman: un'astrofisica innamorata di Thor.[4] La scena dopo i titoli di coda è stata girata in seguito, ma la Portman era già impegnata su un altro set; al suo posto la produzione mise l'attrice Elsa Pataky, moglie di Chris Hemsworth.
- Loki, interpretato da Tom Hiddleston: il fratello adottivo di Thor basato sull'omonima divinità.[5] Hiddleston ha affermato: «Mi piacerebbe prendere Loki per le sue parti basse. Vorrei vederlo cedere ai suoi istinti più oscuri. Poi, dopo che ha toccato il fondo, farlo ritornare indietro. Credo che per me, recitare il fascino di Loki, nella mitologia e nella storia dei fumetti e dei miti scandinavi, è come ballare costantemente sulla linea del lato oscuro e della redenzione».[6]
- Erik Selvig, interpretato da Stellan Skarsgård: il tutore di Foster e il suo collega scienziato.[7]
- Heimdall, interpretato da Idris Elba: il tutto-ascolta e l'asgardiano più onnisciente, nonché guardiano del ponte Bifrǫst, che si basa sulla mitologia norrena.[8] Idris Elba ha detto che nel sequel avrà un ruolo più importante e che lì si conoscerà meglio il personaggio e Asgard.[9]
- Malekith, interpretato da Christopher Eccleston: uno degli Elfi Oscuri di Svartálfaheimr.[10]
- Algrim / Kurse, interpretato da Adewale Akinnuoye-Agbaje: un Elfo Oscuro, costretto a combattere contro Thor da Malekith.[11] Il suo attore l'ha descritto come la fusione tra un toro e una creatura simile a una colata di lava. Ha tendenze molto animalesche, ma un potere insaziabile e inarrestabile. L'attore ha anche detto che è una delle cose più difficili da incarnare ed è anche il personaggio più potente da interpretare.[12] Akinnuoye-Agbaje ha affermato che il ruolo ha richiesto tre ore di trucco al giorno e ha detto che il vestito pesava circa 18 kg e che dovrebbero aver usato molti effetti in CGI, ma che l'80% è interpretato da lui con il suo vestito.[12]
- Darcy Lewis, interpretata da Kat Dennings: l'assistente di Jane Foster nelle ricerche scientifiche.
- Volstagg, interpretato da Ray Stevenson: uno dei Tre guerrieri che sono i compagni più intimi di Thor. Volstagg è noto soprattutto per il suo appetito e per la sua enorme stazza.[13]
- Fandral, interpretato da Zachary Levi: anch'esso uno dei Tre Guerrieri, è caratterizzato come un'irrefrenabile cappa e spada e un romantico.[14] In questo film, Zachary Levi ha sostituito Joshua Dallas, che ha dovuto abbandonare il set per impegni nella serie C'era una volta. Ironicamente, Levi era ingaggiato anche per il primo film, ma non ha potuto partecipare perché aveva un impegno con la serie Chuck.[15] Levi, rispetto al personaggio di Flynn Rider, che ha doppiato nel film d'animazione Rapunzel, ha detto: "Fandral è simile a Rider in un certo senso... è come Errol Flynn. Ama le donne, come me!".[16]
- Hogun, interpretato da Tadanobu Asano: il terzo membro dei Tre guerrieri, è noto per il suo carattere triste.[17]
- Lady Sif, interpretata da Jaimie Alexander: una guerriera asgardiana e amica di infanzia di Thor. Anche questo personaggio è basato sull'omonima divinità norrena.[18] Jaimie Alexander ha detto che ci sarà più sviluppo del personaggio di Sif e che il film esplora il rapporto Thor-Sif.[19] L'attrice ha confermato di aver subito un grave infortunio sul set affermando che pioveva, era buio ed erano le 5 del mattino. È scivolata da una scala di metallo su un disco scheggiandosi undici vertebre; l'incidente l'ha costretta a un mese di stop dalle riprese.[20]
- Frigga, interpretata da Rene Russo: la moglie di Odino e regina di Asgard, è la matrigna di Thor e madre adottiva di Loki.[21] Rene Russo ha detto che il suo ruolo è stato ampliato e che si esplora il rapporto tra Loki e Frigga. Ha detto anche che Loki ha sicuramente bisogno di una madre in questo film e lei ha sicuramente molta compassione.[22]
- Odino, interpretato da Anthony Hopkins: il re di Asgard, padre di Thor e padre adottivo di Loki.[23]

Inoltre Jonathan Howard interpreta Ian Boothby, l'assistente di Darcy Lewis. Nel film sono presenti dei camei: Stan Lee interpreta il ruolo di un paziente dell'istituto di igiene mentale, Chris Evans interpreta Steve Rogers / Captain America; Loki tramuta sé stesso nel supereroe per alcuni secondi durante una sequenza, Benicio del Toro interpreta Taneleer Tivan / Il Collezionista; Il suo personaggio avrà un ruolo importante in Guardiani della Galassia, Ophelia Lovibond interpreta Carina, assistente e figlia del Collezionista, Chris O'Dowd interpreta Richard, un uomo innamorato di Jane, Tony Curran interpreta Bor, padre di Odino, Alice Krige interpreta Eir, una maga Asgardiana.

### Personaggi eliminati
Una delle premesse del regista riguardo Thor: The Dark World era mostrare maggiormente Asgard rispetto al primo capitolo e quindi per il film fu progettato di inserire diversi personaggi dei fumetti appartenenti al mondo ultraterreno e dei quali furono realizzati artwork e bozze. Sfortunatamente, molti di essi sono stati scartati del tutto e i pochi rimasti sono stati relegati a ruolo di sfondo fino a essere del tutto irrilevanti. È il caso quest'ultimo di Clive Russell nel ruolo di Tyr, il dio della guerra, e di Richard Brake nel ruolo di Ander, il Capitano degli Einherjar che, sebbene fossero stati pubblicizzati nelle news come membri del cast, nel film non hanno alcun ruolo parlato apparendo solo in un paio di inquadrature e senza nemmeno venire distinti. Il regista Alan Taylor ha parlato più volte di come i Marvel Studios avessero rimesso mano sul suo progetto originale più volte, anche dopo che il film era stato finito di girare. I personaggi eliminati comprendono: Grendel, il Registratore, Mangog, Durok il Demolitore, le Valchirie, Amora l'Incantatrice, Skurge l'Esecutore e altri personaggi di sfondo delle diverse razze dei Nove Mondi.
Inoltre, in origine i Tre Guerrieri dovevano avere armature/design molto più fedeli al fumetto e lo stesso Thor doveva indossare il suo tradizionale elmo alato.

## Produzione

### Sviluppo
Nell'aprile del 2011, prima che venisse distribuito il film Thor, il presidente di Marvel Studios Kevin Feige ha affermato che a seguito di The Avengers, "Thor intraprenderà una nuova avventura". Kenneth Branagh, regista di Thor, ha risposto ai suoi commenti dicendo: "Questa è un po' una novità per me. Quello che vorrei dire è che sono entusiasta e loro sono quelli fiduciosi. Dovrò aspettare il pubblico per dirvi se ce ne sarà una seconda, e poi se questa è una piacevole conversazione avuta fra tutti noi, sarebbe emozionante. Ma penso di avere in me anche troppo sangue irlandese superstizioso per pensare che Thor 2 potrà essere prodotto, ma se è Marvel a dirlo penso che possa accadere". Kevin Feige ha spiegato in seguito che Marvel Studios valuterebbe il guadagno incassato da Thor nel 2011, prima di annunciare il sequel, ma ha dichiarato che Don Payne sta lavorando a delle idee sulla trama della seconda parte. Inoltre ha rivelato che si hanno molte opinioni per discutere il ritorno di Thor, ma che in questo momento la maggior attenzione è rivolta sul primo film.
Nel giugno del 2011, Walt Disney Studios ha impostato il 26 luglio 2013 come data di distribuzione del sequel negli Stati Uniti con protagonista l'attore Chris Hemsworth che riprende il ruolo del supereroe. Inoltre, è stato riferito che Kenneth Branagh non sarebbe tornato come regista, ma gli sarebbe piaciuto essere coinvolto nella produzione. Il Los Angeles Times ha citato il lungo e faticoso impegno necessario per la creazione degli effetti speciali epici e la forte pressione per avviare il processo di scrittura in fretta a causa del ritiro di Kenneth Branagh, tuttavia è stato entusiasta della possibilità di dirigere il sequel. Il giorno seguente, Marvel ha assunto formalmente Don Payne, uno degli sceneggiatori del primo film, per fare lo script del secondo.
Nell'agosto del 2011, Brian Kirk entrò nella fase immediata delle trattative, per dirigere il sequel di Thor per Marvel Studios e Disney. Questo film è il primo a essere diretto da Kirk con un grosso budget cinematografico, dopo la serie televisiva per HBO, chiamata Showtime e per la BBC, tra cui Il Trono di Spade (Game of Thrones). Idris Elba, che ha interpretato Heimdall nel primo film, ha dichiarato che aveva dei piani per il sequel.
A settembre dello stesso anno, Tom Hiddleston ha confermato che sarebbe ritornato nel sequel, ma ha ipotizzato che nel film devono assumersi la responsabilità di quello che ha fatto. Patty Jenkins, direttrice di Monster e dell'episodio pilota di The Killing (trasmesso su AMC), è entrata nelle trattative iniziali con Marvel Studios e Disney per dirigere il film, dopo che Brian Kirk si ritirò. Nello stesso mese, Kevin Feige ha dichiarato che il sequel avrebbe portato letteralmente Thor in altri mondi e che in primo luogo questo è il cammino del personaggio, di lui, di Jane Foster e della nuova dinamica con suo padre in cui sta lavorando, così com'è la posta in gioco più ampia de I Nove Mondi.
A ottobre, invece, Joshua Dallas, che ha interpretato Fandral, ha dichiarato che aveva intenzione di ritornare ad Asgard. Il 13 ottobre 2011 ha spostato la data di uscita del film al 15 novembre 2013. Lo stesso giorno Marvel ha confermato che Jenkins avrebbe diretto il sequel e Natalie Portman sarebbe tornata come co-protagonista.

### Pre-produzione

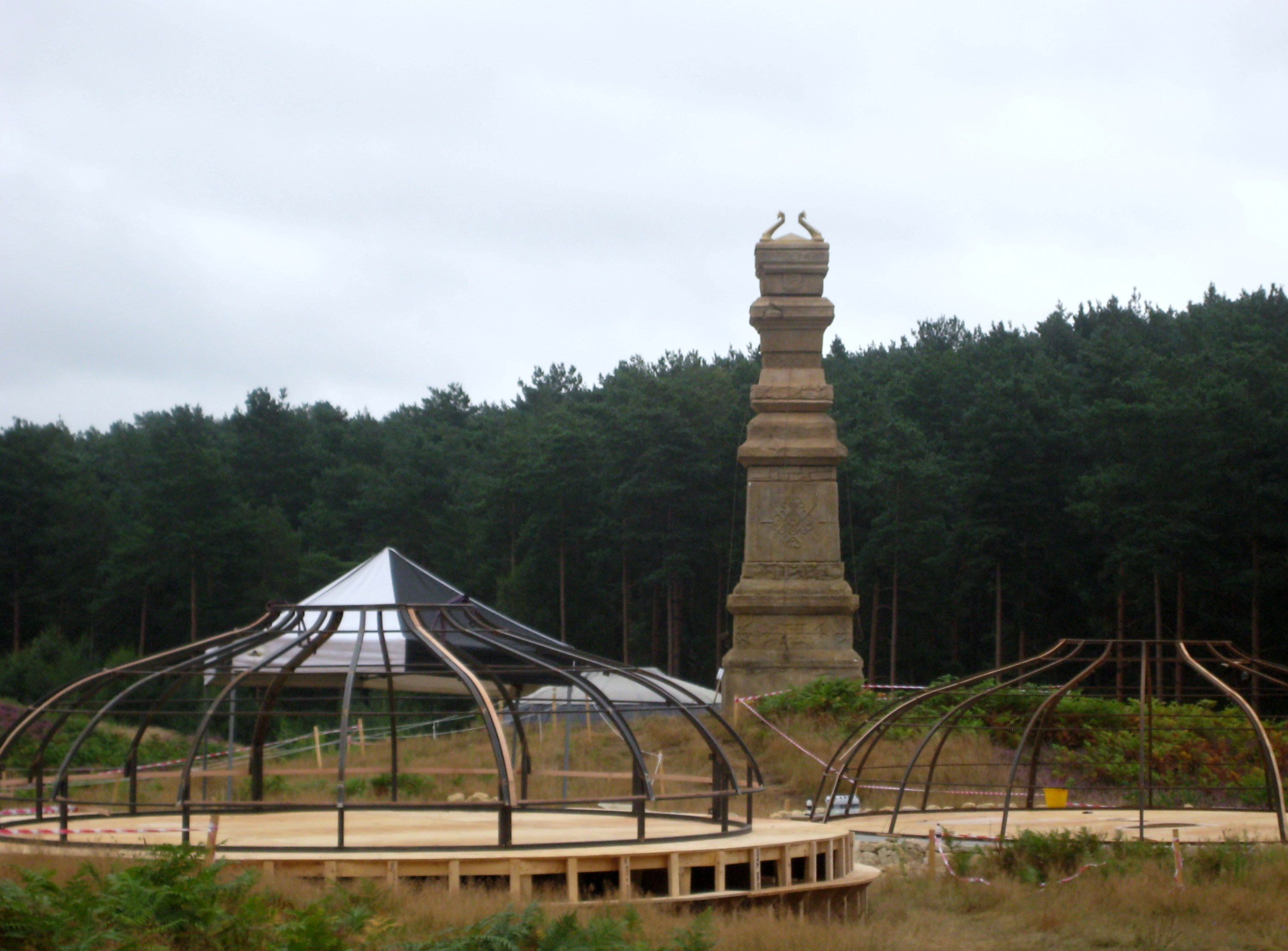
Il set del film a Bourne Wood, Surrey

Nel mese di dicembre 2011, Patty Jenkins se ne andò dal progetto, citando "le differenze creative". Ha anche affermato di aver lavorato duramente alla Marvel, che aveva lasciato in ottimi rapporti i suoi colleghi e che non vedeva l'ora di poter lavorare di nuovo con loro. Tre giorni dopo, The Hollywood Reporter ha riferito che Marvel stava valutando la prospettiva di assumere Alan Taylor e Daniel Minahan come registi per sostituire Patty Jenkins. La rivista ha anche riferito che Marvel era nel bel mezzo dell'assunzione di un nuovo scrittore con l'intento di riscrivere la sceneggiatura di Don Payne; la lista dei possibili scrittori è composta da: John Collee, Robert Rodat e Roger Avary. Alla fine del mese, Alan Taylor, meglio noto per aver diretto alcuni episodi della serie fantasy per HBO Il Trono di Spade, è stato scelto per dirigere il sequel.
Nel gennaio del 2012, Tom Hiddleston ha dichiarato che le riprese sarebbero dovute iniziare a Londra nell'estate dello stesso anno. Sempre in gennaio si venne a sapere che Marvel Studios aveva assunto Robert Rodat (sceneggiatore di Salvate il soldato Ryan) per riscrivere il sequel. Il giorno seguente, Jaimie Alexander, che ha interpretato Sif nel primo film, ha dichiarato di aver avuto poche discussioni in Thor 2, ma che sicuramente cercherà di renderlo divertente. Ha anche detto che hanno appena ricevuto Alan Taylor per dirigere il sequel e sono davvero entusiasti, oltre che impazienti di vedere cosa porterà questo cambiamento.
Nel mese di aprile 2012, Chris Hemsworth (nel film recita il ruolo di Thor) ha confermato che le riprese sarebbero dovute iniziare ad agosto sempre dello stesso anno, a Londra, in Inghilterra. Hemsworth ha anche rivelato che il film avrà un aspetto influenzato da vichinghi, elaborando: "Penso che l'elemento fantascientifico di Thor... è il pericolo che cade un po' nel suo mondo dov'è difficile gettare la luce. Penso anche a grandi cascate e montagne, e soprattutto a una influenza vichinga, da cui è cresciuto questo tipo di mitologia norrena. Ad Asgard si sta rendendo tutto ancora più speciale e questo è ciò che Alan Taylor vuole portare in essa." [sic] In un'intervista di aprile, Kevin Feige ha detto che, mentre la relazione tra Thor e Loki è cambiata in seguito agli avvenimenti in The Avengers, gran parte di Thor 2 ripartirà da dove era stato interrotto in termini di Jane, raccontando quello che succede nei Nove Regni, con gli Asgardiani che non sono più in grado di usare il Bifrǫst. Feige ha anche detto che diversamente da Loki, ci sarà un cattivo ancora più forte di quest'ultimo. Qualche giorno più tardi, ma sempre nello stesso mese, è stato riferito che Ray Stevenson riprenderà il suo ruolo di Volstagg.
A maggio, invece, Mads Mikkelsen ha iniziato i colloqui per interpretare uno dei cattivi nel film. Lo stesso giorno, Deadline Hollywood ha riferito che Anthony Hopkins, che ha interpretato Odino nel primo film, è stato convocato per recitare anche nel sequel. Alla fine del mese, Disney ha spostato la data di uscita del film negli Stati Uniti a una settimana prima, cioè all'8 novembre 2013.
Nel mese di giugno, Joshua Dallas ha annunciato che non riprenderà il ruolo di Fandral, a causa del suo impegno nello show televisivo C'era una volta (Once Upon a Time). Lo stesso giorno, The Hollywood Reporter ha riferito che la Marvel stava pensando di sostituire Joshua Dallas con Zachary Levi, che doveva partecipare anche nel primo film, ma non lo fece perché era impegnato nella serie televisiva Chuck. Poi venne confermata la sua partecipazione al The Tonight Show with Jay Leno. Sempre in giugno, Stellan Skarsgård ha confermato che sarebbe tornato, affermando che cercherà di unire Thor 2, che inizierà ad agosto fino a fine dicembre, con il nuovo film di Lars von Trier.
In luglio 2012, Mads Mikkelsen ha dichiarato in un'intervista che non apparirà nel sequel a causa di impegni presi con la serie televisiva Hannibal. Al San Diego 2012 Comic-Con International è stato annunciato che il film verrà intitolato: Thor: The Dark World. A fine mese, invece, i residenti vicino a Bourne Wood, Surrey, in Inghilterra sono stati informati che un film dal titolo di lavorazione Thursday Mourning, sarebbe stato filmato nella zona. Comic Book Resources ha affermato che il film era proprio Thor: The Dark World.
Nell'agosto dello stesso anno, Christopher Eccleston venne inserito nelle trattative finali per recitare il ruolo di Malekith. Pochi giorni dopo è stato rivelato che il film sarà girato in Islanda, dove Alan Taylor aveva girato alcuni spezzoni de Il Trono di Spade. Inoltre, sempre in agosto, è stato riferito che Kat Dennings si riprenderà il suo ruolo di Darcy Lewis. Il giorno seguente, Adewale Akinnuoye-Agbaje è stato scelto per la parte di Algrim / Kurse. Alla fine del mese, la squadra del film Thursday Mourning ha iniziato la costruzione del set a Stonehenge, vicino Amesbury, in Inghilterra.

### Riprese

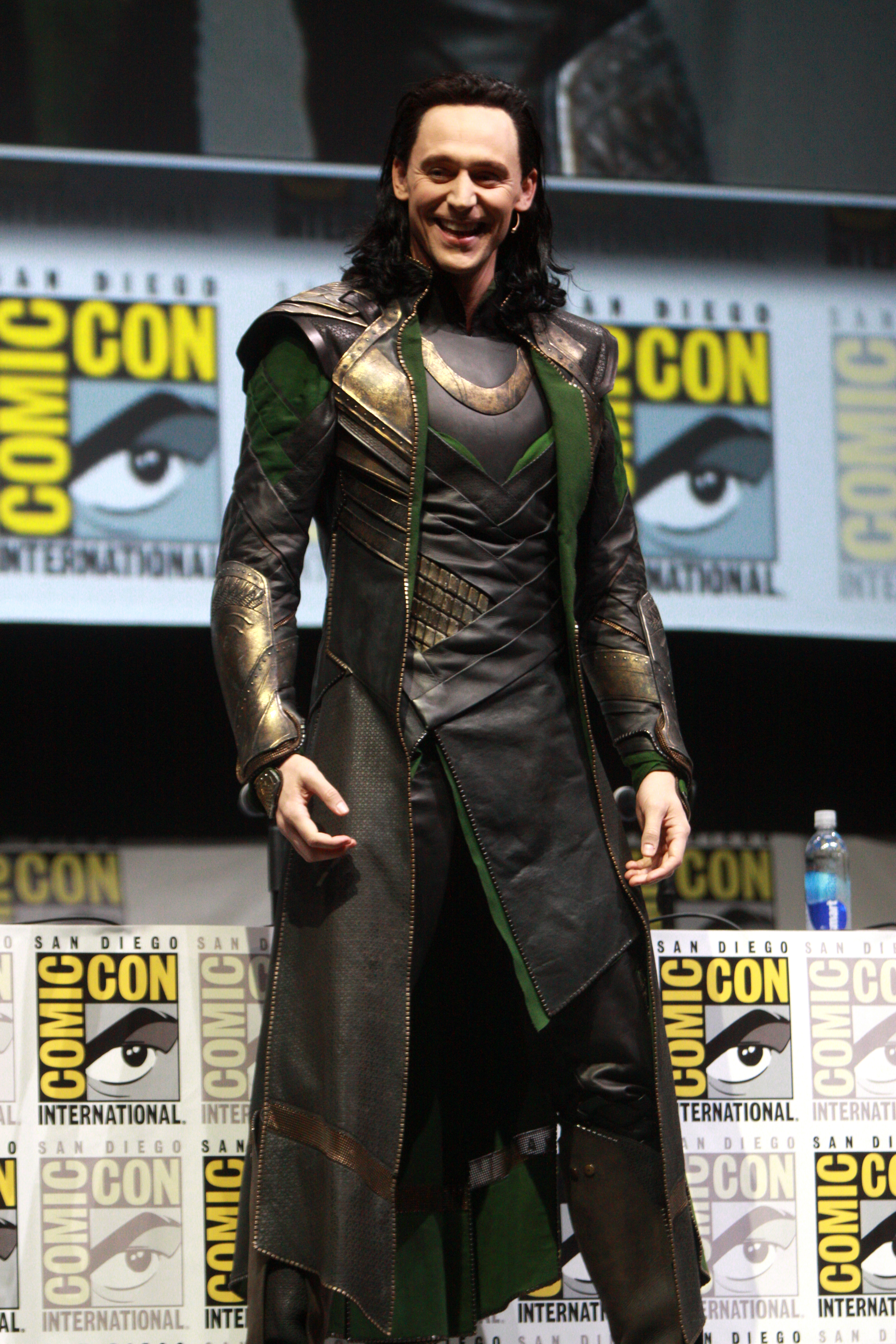
Tom Hiddleston al Comic-Con 2013

Le riprese del film sono iniziate lunedì 10 settembre 2012 ai Longcross Studios, a Bourne Wood, Surrey. Il co-creatore di Thor, Stan Lee ha dichiarato alla Comikaze Expo 2012 che avrà un'apparizione in cameo nel film. Poche settimane più tardi, Clive Russell è stato scelto per la parte di Tyr e Richard Brake, invece, per la parte del capitano Einherjar. A fine mese, Jaimie Alexander rimase ferita sul set a Londra, a causa di una scivolata durante una camminata nella pioggia. In ottobre 2012, la produzione si trasferisce in Islanda e le riprese continuano a Dómadalur, Skógafoss, Fjaðrárgljúfur e Skeiðarársandur. Iceland Review ha descritto le riprese come una delle più ampie a cui l'Islanda abbia mai assistito. Alla fine di ottobre, le riprese sono iniziate alla Old Royal Naval College di Greenwich, Londra. Anche in questo mese, Disney ha annunciato che il film sarebbe uscito in 3D. L'attrice Jaimie Alexander ha scritto su Twitter che le riprese si erano concluse il 14 dicembre 2012.

## Colonna sonora
Nel mese di agosto 2012, Patrick Doyle ha detto di aver avuto un colloquio con il direttore circa il potenziale ritorno della colonna sonora del film. Nel mese di marzo viene annunciato che sarà Carter Burwell a comporre le musiche del film. Poco tempo dopo però il compositore viene sostituito dal Brian Tyler, già compositore della colonna sonora del film Iron Man 3, a causa di divergenze creative.

## Promozione
Il primo trailer del film è stato pubblicato online il 23 aprile 2013, mentre è stato distribuito al cinema il 3 maggio 2013 in contemporanea con l'uscita di Iron Man 3 nelle sale cinematografiche. Sempre il 23 aprile ne è stata diffusa online anche la versione italiana. Il 7 agosto è stato pubblicato il secondo trailer del film, in lingua originale e italiana. Per la promozione del film Tom Hiddleston è apparso al Comic-Con 2013 con il costume di Loki. Nel mese di marzo 2013, la Marvel ha annunciato la pubblicazione di due edizioni preludio a fumetti scritte da Craig Kyle e Christopher Yost e dell'artista Scot Eaton nel mese di giugno 2013.

## Distribuzione

### Data di uscita
Il film è stato distribuito nelle sale cinematografiche degli Stati Uniti l'8 novembre 2013, mentre la data di uscita italiana è stata il 20 novembre 2013, con un'anteprima ufficiale italiana il 2 novembre 2013 in occasione del Lucca Comics & Games.

### Edizione italiana
La direzione del doppiaggio e i dialoghi italiani sono stati curati da Marco Guadagno, per conto della Dubbing Brothers Int. Italia.

## Accoglienza

### Incassi
Thor: The Dark World ha ottenuto un incasso pari a 206362140 $ in Nord America e 438421000 $ nel resto del mondo, per un incasso mondiale di 644783140 $, a fronte di un budget di produzione di 170 milioni di dollari.
Il film è il decimo maggior incasso mondiale del 2013 e il dodicesimo maggiore incasso nel Nord America del 2013.

### Critica
Il film ha ricevuto recensioni generalmente positive da parte della critica. L'aggregatore di recensioni Rotten Tomatoes riporta una percentuale di gradimento del 67% con un voto medio di 6,20 su 10, basandosi su 290 recensioni; il consenso critico del sito recita: "Potrebbe non essere il miglior film proveniente dall'Universo Marvel, ma Thor: The Dark World offre ancora molto umorismo e azione ad alto rischio che i fan si aspettano". Su Metacritic ha un punteggio di 54 su 100 in base a 44 recensioni.

## Riconoscimenti
- 2013 – IGN Summer Movie Awards
  - Candidatura al miglior adattamento da film a fumetto
- 2013 – Rondo Hatton Classic Horror Awards
  - Candidatura al miglior film ad Alan Taylor
- 2013 – St. Louis Film Critics Association
  - Candidatura ai migliori effetti visivi
- 2014 – BET Awards
  - Candidatura al miglior attore a Idris Elba
- 2014 – Empire Awards
  - Candidatura al miglior attore non protagonista a Tom Hiddleston
- 2014 – Golden Schmoes Awards
  - Personaggio più fresco dell'anno a Tom Hiddleston
- 2014 – MTV Movie & TV Awards[77]
  - Candidatura al miglior eroe a Chris Hemsworth
  - Candidatura alla miglior performance senza maglietta a Chris Hemsworth
  - Candidatura al personaggio preferito (Loki)

- 2014 – Russian National Movie Awards
  - Miglior cattivo straniero dell'anno a Tom Hiddleston
  - Candidatura al miglior film d'azione straniero dell'anno
  - Candidatura al miglior duo straniero dell'anno a Chris Hemsworth e Tom Hiddleston
- 2014 – Saturn Award[78]
  - Candidatura al miglior trucco a Karen Cohen, David White ed Elizabeth Yianni-Georgiou
  - Candidatura ai migliori effetti speciali a Jake Morrison, Paul Corbould e Mark Breakspear
  - Candidatura al miglior attore non protagonista a Tom Hiddleston
  - Candidatura ai migliori costumi a Wendy Partridge
  - Candidatura alla migliore trasposizione da fumetto a film
- 2014 – Teen Choice Awards[79]
  - Candidatura al miglior film fantasy
  - Candidatura al miglior attore di film fantasy a Chris Hemsworth
  - Candidatura alla miglior attrice di film fantasy a Natalie Portman
- 2015 – Huading Award
  - Miglior attore del mondo in un film a Chris Hemsworth

## Sequel
Nell'ottobre 2014 venne annunciato il sequel del film, Thor: Ragnarok. Il film è diretto da Taika Waititi e scritto da Eric Pearson da una storia di Craig Kyle & Christopher Yost e Stephany Folsom. Hemsworth, Hiddleston, Hopkins e Elba riprendono i rispettivi ruoli, a cui si aggiungono Cate Blanchett nel ruolo di Hela, Tessa Thompson nel ruolo di Valchiria, Jeff Goldblum nel ruolo del Gran Maestro e Karl Urban nel ruolo di Skurge. Inoltre Mark Ruffalo e Benedict Cumberbatch riprendono i ruoli di Bruce Banner / Hulk e Dottor Strange dai precedenti film del MCU. Il film è uscito il 25 ottobre 2017, anche in 3D e IMAX 3D.
Nel luglio 2019, Taika Waititi ha firmato un accordo per scrivere e dirigere un quarto film di Thor, intitolato Thor: Love and Thunder, che è uscito il 6 luglio 2022.